# Civilní letectví

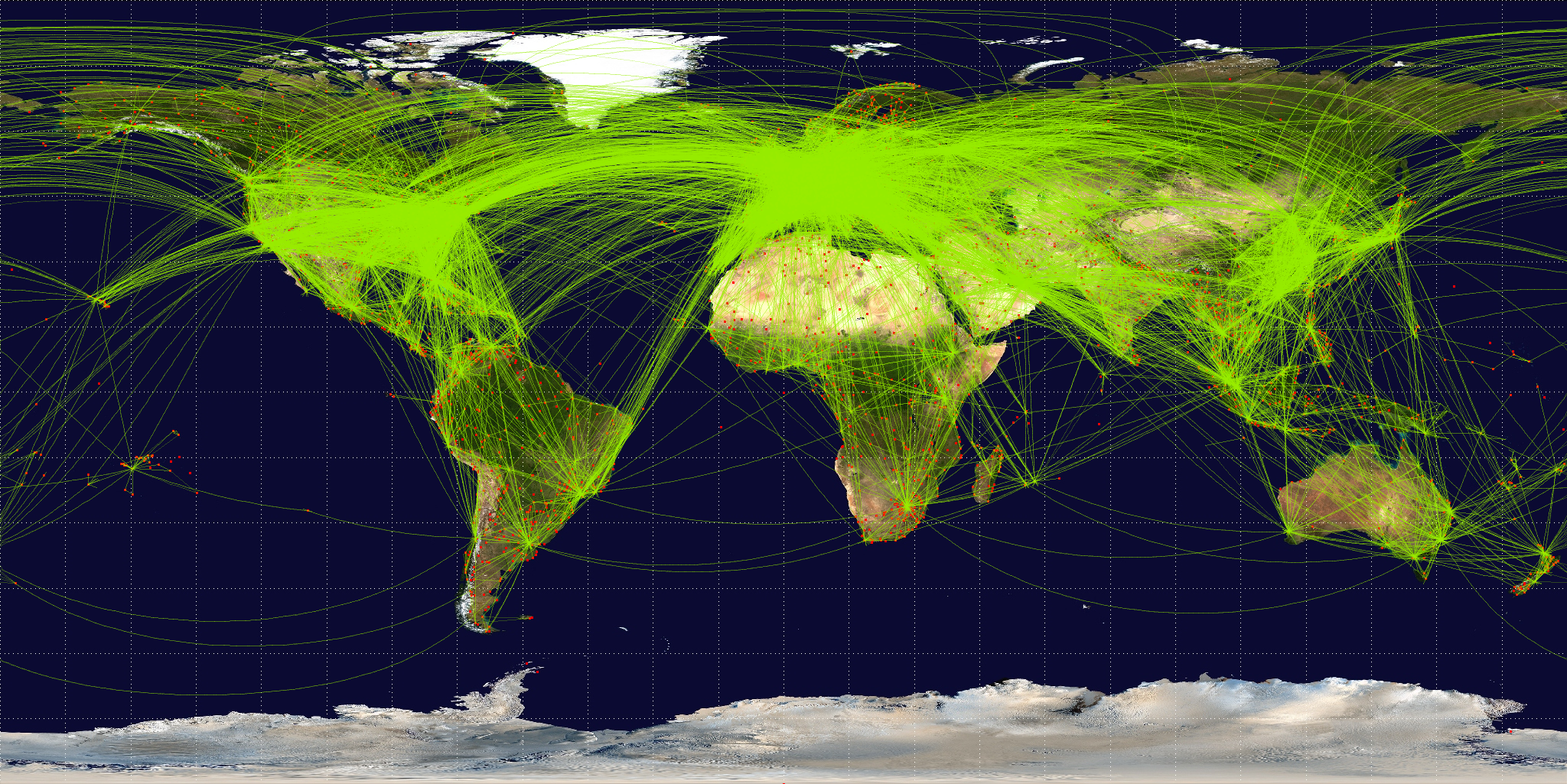
Pravidelné civilní letové linky v roce 2009

„Civilním letectvím se rozumí letecké činnosti provozované v České republice civilními letadly jakékoliv státní příslušnosti pro civilní účely, jakož i letecké činnosti provozované českými letadly v cizině pro civilní účely.“ – tolik citace z Leteckého zákona.
Dějiny letectví, jak civilního, tak vojenského, začínají ve Francii letem prvního horkovzdušného balónu bratří Montgolfiérů. Tehdy i čeština přijala nový termín aeronautika, vzduchoplavba, pro tento nový obor lidské činnosti.
Na počátku 20. století vzlétl Louis Blériot na svém letounu a z francouzského avion (= letoun) vznikla aviatika.
Zatímco termín aeronautika v moderní době se rozšířil na létání všech letadel v zemské atmosféře (viz např. Aeronautical Charts = letecké mapy vydávané v rámci ICAO = International Civil Aviation Organization), termín aviatika (Aviation = létání letadly těžšími vzduchu) zůstal pro těžkou leteckou techniku.
Západní jazyky zahrnují pod pojem letectví létání a činnosti s nimi spojené, tedy od létání s letadly lehčími vzduchu, přes létání letadly těžšími vzduchu, veškeré létání v zemské atmosféře až po létání letadly, která zčásti letí v atmosféře a zčásti v kosmickém prostoru, či kosmické lodi pohybující se zcela v kosmickém prostoru. Poslední obor česky nazýváme aerokosmonautika.
Dějiny civilního letectví, a vůbec letectví jako takového v Českých zemích zahájil Ing. Jan Kašpar 13. května 1911 svým historickým dálkovým přeletem z Pardubic do Prahy-Kbel. Ačkoli sám konstruoval letouny, a s některými uskutečnil za účasti veřejnosti několik dvoukilometrových skoků, zakoupil za 18.000 franků letoun od Blériota, se kterým pak uskutečnil svůj historický let.
Civilní letectví se dělí především na všeobecné a komerční letectví.